# شاخص پدرسن
شاخص پدرسن یا فراریت سیاسی (انگلیسی: Pedersen index) معیاری برای سنجش نوسانات سیاسی رای‌دهندگان در نظام‌های حزبی است. موگنس پدرسن در مقاله‌ای با عنوان پویایی سیستم‌های حزبی اروپا: تغییر الگوهای نوسانات انتخاباتی در سال ۱۹۷۹ آن را توصیف کرد.
در علوم سیاسی، این نوسانات معیاری برای سنجش درصد تغییری است که یک نظام حزبی در یک انتخابات متحمل می‌شود.

## مفهوم
"تغییر خالص در سیستم انتخاباتی حزبی ناشی از انتقال آرای افراد است.

## محاسبه
محاسبه شاخص پدرسن به این صورت انجام می‌شود:
{\displaystyle \mathrm {V} ={\frac {1}{2}}\sum _{i=1}^{n}|p_{i,t}-p_{i,t+1}|,}
که در اینجا {\displaystyle p_{i,t}} درصد به دست آمدهٔ یک حزب سیاسی در انتخابات پیشین و {\displaystyle i} {\displaystyle t} و {\displaystyle p_{i,t+1}} برای انتخابات آینده است.
برای محاسبهٔ شاخص باید درصد به‌دست آمدهٔ احزاب برنده مشخص شود. شاخص به دست آمده بین ۰ (هیچ حزبی برنده نشد و در نتیجه هیچ حزبی هم شکست نخورده) و ۱۰۰ خواهد بود (همه احزاب از انتخابات گذشته به صفر رای رسیدند)، زیرا برای هر برد برابر است (از نظر درصد). آرا) از دست دادن است. به عبارت دیگر، این شاخص برابر با درصد خالص رأی دهندگانی را نشان می‌دهد که رأی خود را تغییر داده‌اند. ("درصد خالص"، زیرا اگر تنها تغییر یک رای‌دهنده حزب A به حزب B، و یک رای‌دهنده حزب B به حزب A تغییر کند، نوسان خالص وجود ندارد) این شاخص همچنین می‌تواند با جمع مقادیر مطلق ساخته شود. همه جلب شده‌ها و همهٔ رفته‌ها و تقسیم این کل بر ۲.